# یوسف لطیف
یوسف عبداللطیف (به انگلیسی: Yusef Abdul Lateef) (زاده ۹ اکتبر ۱۹۲۰ - درگذشته ۲۳ دسامبر ۲۰۱۳) که بعدها نام یوسف لطیف برخود گذاشت، آهنگساز و نوازنده سازهای آمریکایی و برنده جایزه گرمی که به دلیل تلفیق جاز با موسیقی شرقی شهرتی جهانی داشت. وی نوازنده فلوت و ساکسوفون آلتوی بود.

## زندگینامه

یوسف لطیف با نام اصلی ویلیام امانوئل هادلستون (به انگلیسی: William Emanuel Huddleston) در روز ۹ اکتبر سال ۱۹۲۰ متولد شد و در سال ۱۹۵۰ به اسلام گروید و نام خود را عوض کرد. یوسف لطیف در سال‌های دهه ۱۹۴۰ و ۱۹۵۰ از صحنه جاز دیترویت ظهور کرد، سپس در سال ۱۹۶۰ به نیویورک رفت. وی کار خود را به عنوان ساکسیفون نواز شروع کرد ولی سازهای بادی مختلفی نظیر فلوت، باسون و ابوا را هم به خوبی می نواخت و از سازهای چوبی از کشورهای زیادی در موسیقی استفاده می کرد. یوسف لطیف در آمریکا، اروپا، ژاپن و آفریقا تور برگزار کرده بود و تا تابستان سال ۲۰۱۳ نوازندگی می کرد. او درجه دکتری موسیقی داشت. او را بیشتر بخاطر کارهایش در ترکیب جاز با موسیقی شرقی و نواختن سازهائی مانند ابوا و شوفار می‌شناسند. در سال ۱۹۸۷ او برنده جایزه گرمی در رشته بهترین اجرای سبک 'نیو ایج' برای 'لیتل سمفونی' شد که در آن خودش تمام سازها را نواخته بود. یوسف لطیف با هنرمندانی چون دیزی گیلیسپی و چارلز مینگوس نواخته بود. او را یکی از نخستین کسانی می دانند که موسیقی جهانی را به جاز وارد کرد. او در سال ۲۰۱۰ 'استاد جاز ان ای ای' نام گرفت که بزرگ‌ترین افتخار در دنیای جاز آمریکا به شمار می رود. لطیف که مبتلا به سرطان پروستات بود، صبح روز دوشنبه	۲۳ دسامبر سال ۲۰۱۳ در خانه‌اش در شاتزبری، ماساچوست در ۹۳ سالگی درگذشت. بر اساس یادبودی که از یوسف لطیف منتشر شده، او بابت حمایت‌ها و مربی گری برای هنرمندان نوظهور، فردی شناخته شده بود.